# 法氏毛鼻鯰
法氏毛鼻鯰（学名：Trichomycterus fassli），為輻鰭魚綱鯰形目毛鼻鯰科的其中一種。分布於南美洲玻利維亞Songo河流域，體長可達14.9公分。

## 扩展阅读
維基物種上的相關：法氏毛鼻鯰